# Centropyge eibli
Centropyge eibli е вид бодлоперка от семейство Pomacanthidae. Видът не е застрашен от изчезване.

## Разпространение и местообитание
Разпространен е в Австралия, Индия, Индонезия, Малайзия, Малдиви, Мианмар, Остров Рождество, Тайланд и Шри Ланка.
Обитава скалистите дъна на океани, морета, лагуни и рифове. Среща се на дълбочина от 2 до 30 m, при температура на водата от 26,3 до 29,2 °C и соленост 32,1 – 34,8 ‰.

## Описание
На дължина достигат до 15 cm.
Популацията на вида е стабилна.